# Sabrina vita da strega (serie animata)
Sabrina vita da strega (Sabrina: Secrets of a Teenage Witch) è una serie televisiva animata statunitense sviluppata da Pamela Hickey e Dennys McCoy, basata sul personaggio della strega teenager Sabrina Spellman, proveniente dal fumetto Archie Comics e realizzata in coproduzione con MoonScoop, DSK Group, Laughing Lion, Telegael, Splash Entertainment. La serie è andata in onda in America il 12 ottobre 2013 su Hub Network (oggi Discovery Family), mentre in Italia è andata in onda a partire dal 23 giugno 2014 su Disney Channel.
Il titolo italiano della serie deriva da quello usato nell'edizione italiana del telefilm omonimo degli anni novanta su Italia 1, basato sugli stessi personaggi.

## Trama
La serie racconta la storia della giovane dai capelli biondi di nome Sabrina. Da quando è diventata strega, vive una doppia vita: una da normale studentessa di scuola superiore e una da apprendista strega. Una volta che i suoi due mondi si scontrano, Sabrina è l'unica che ha la capacità di combattere i suoi nemici nel tentativo di mantenere segreta la sua identità di strega. Deve però incontrare molte difficoltà e molti ostacoli, come Enchantra, la regina del mondo delle streghe, che intende rendere la vita terrestre di Sabrina impossibile perché possa ritornare nel mondo magico e diventare la sua nuora, poiché vuole che la ragazza salga al trono dopo di lei dato che è la strega più promettente.

## Personaggi
- Sabrina Spellman, doppiata da Monica Ward
È una ragazza di 16 anni con un grande segreto: lei è metà strega e metà umana. Come futura regina del mondo delle streghe, è stimata dalla maggior parte dei suoi residenti e sa usare pozioni e fare incantesimi con la sua bacchetta più velocemente di qualsiasi altra strega o stregone. Ma tutto questo non può farlo nel mondo umano dove vive con le zie Hilda e Zelda, per proteggere il suo segreto.
- Hilda e Zelda Spellman, doppiate da Nunzia Di Somma e Francesca Guadagno
Sono le zie di Sabrina, che vivono con lei nel mondo umano. Loro possiedono un negozio e danno ottimi consigli a Sabrina e la aiutano a non svelare a qualcuno il suo segreto o a far scoprire l'esistenza del mondo delle streghe. Anche se loro vivono da molto tempo nel mondo umano, sono abituate a svolgere le loro faccende come cucinare o mettere a posto il negozio con la magia.
- Shinji, doppiato da Alessio Ward
È l'arrogante figlio adolescente di Enchantra, la regina del mondo magico, è un compagno di classe di Sabrina e l'unico stregone che può competere con lei in termini di intelligenza e talento magico. I due non vanno d'accordo e si fanno i dispetti a vicenda. Shinji è sempre geloso del fatto che Sabrina riesca sempre nelle sue imprese, mentre lui combina spesso guai facendo arrabbiare sua madre.
- Enchantra, doppiata da Claudia Razzi
È la regina del mondo magico e madre di Shinji. Vuole che Sabrina diventi sua nuora e, visto che è la più promettente strega, salga al trono, dopo di lei. Ma visto che la strega teenager si affeziona sempre di più al mondo umano, Enchantra ha trasformato uno stregone in un gatto, che ha adottato Sabrina, a cui chiede spesso, apparendo nella sua ciotola dell'acqua di rendere difficile la vita della ragazza nel mondo umano per farla tornare per sempre nel mondo magico.
- Salem il gatto, doppiato da Enzo Avolio
È uno stregone trasformato in un gatto da Enchantra e adottato da Sabrina. Salem è la spia segreta di Enchantra e ha la missione di rendere la vita della ragazza così miserabile nel mondo umano da fare in modo che lei scelga di vivere nel mondo delle streghe in modo permanente. Ma il gatto continua ad affezionarsi sempre di più a Sabrina. Porta il nome della città famosa per il processo alle streghe del 1692.
- Harvey, doppiato da Federico Campaiola
È un adolescente umano, compagno di scuola di Sabrina. È un po' nerd, ed è ossessionato dai lupi mannari al punto di travestirsi da lupo mannaro per ogni festa o per le anteprime di film. Harvey non ci sa fare con le ragazze, ma dà sempre al suo migliore amico Jim, consigli su come conquistare Sabrina di cui è innamorato follemente.
- Jim, doppiato da Mattia Ward
È uno dei compagni di classe di Sabrina nel mondo umano. Lui è innamorato della ragazza ed è anche ricambiato. Cerca sempre di essere carino con lei e chiede consigli al suo migliore amico Harvey. Ma ogni volta che i due si devono vedere succede qualcosa per cui Sabrina deve fuggire subito nel mondo magico e questo fa pensare a Jim che la ragazza non sia interessata a lui o che stia sbagliando qualcosa.
- Jessie, doppiata da Guendalina Ward
È la migliore amica umana di Sabrina ed è l'unica a sapere, oltre a Hilda e a Zelda, l'esistenza del mondo magico. Dice sempre ciò che le viene in mente e sempre la sua. È molto aperta e solare. Lei è molto protettiva nei confronti di Sabrina e la aiuta a proteggere il suo segreto e le da una mano anche per un minimo problema. La strega teenager sa che può sempre contare su di lei.
- Amy, doppiata da Giada Desideri
È la ragazza più viziata, egoista e popolare della scuola nel mondo degli umani. È sempre insoddisfatta di quello che indossa e dei suoi luccicanti gioielli. Lei cerca di fare di tutto per ferire i sentimenti di Sabrina e fare colpo su Jim. Pensa che Sabrina sia strana e stravagante. Ama i vestiti, fare shopping, i pigiama party e il trucco.
- Veralupa, doppiata da Tabitha St. Germain
È una delle compagne di classe di Sabrina nel mondo delle streghe. Veralupa è metà lupo mannaro, metà strega. È molto aggressiva e feroce, ma fedele, gentile, premurosa, coraggiosa e aperta. È una buona amica per Sabrina ed è sempre pronta a darle una mano ogni volta che ne ha bisogno. Cerca sempre di dare il massimo e cerca sempre di svolgere al meglio i compiti assegnati dal professor Giest.
- Ambrose, doppiato da Andrew Francis
È un compagno di classe di Sabrina nel mondo magico alla scuola delle streghe. È il cugino di Sabrina, ma non si sa se sia figlio di Hilda o di Zelda. È un po' maldestro e pasticcione anche nello svolgere i compiti assegnati dal professor Giest. La sua aura magica è di colore turchese chiaro come la sua bacchetta e i suoi vestiti.
- Londa e Zonda, doppiate da Maryke Hendrikse e Kathleen Barr
Sono due compagne di classe e amiche di Sabrina nel mondo delle streghe. Loro sembrano essere sorelle, in quanto sono per lo più viste insieme e hanno nomi in rima. Zonda ha i capelli lunghi fino alle spalle di colore arancione mentre Londa lo stesso solo di colore azzurro. Quando è malata, Zonda ha delle striature color rosso fuoco sul suo viso mentre Londa ha quelle blu.
- Professor Giest, doppiato da Ian James Corlett
È un insegnante alla scuola delle streghe nel mondo magico. Insegna a Sabrina, Shinji, Ambrose, Veralupa, Londa e Zonda sui vari tipi di magia e sulle stregonerie. Egli dimostra di essere incredibilmente bravo facendo in classe potenti magie, incantesimi telecinetici, di teletrasporto, e insegna vari trucchetti. È molto esigente e parla con un accento scozzese. Si sa che è uno stregone fantasma, dato che i suoi piedi sono sostituiti da un alone blu. Si accontenta sempre di fare le sue ricerche nei libri, ed odia i nuovi aggeggi tecnologici. Non sopporta Enchantra.
- Tiffany Titan, doppiata da Kathleen Barr
È la responsabile della sicurezza della Greendale High School. Lei è determinata a scoprire le "stranezze" di Sabrina e fa di tutto pur di dimostrare che la magia e gli esseri magici effettivamente esistono. Lei è sempre sospettosa quando la ragazza fa qualcosa di innaturale e pensa veramente che dietro alla Sabrina umana si nasconda un altro essere.

## Episodi
| Stagione       | Episodi | Prima TV USA | Prima TV Italia |
| -------------- | ------- | ------------ | --------------- |
| Prima stagione | 26      | 2013-2014    | 2014            |

## Doppiaggio
| Personaggio      | Doppiatore originale | Doppiatore italiano |
| ---------------- | -------------------- | ------------------- |
| Sabrina Spellman | Ashley Tisdale       | Monica Ward         |
| Zelda Spellman   | Erin Mathews         | Nunzia Di Somma     |
| Hilda Spellman   | Tabitha St. Germain  | Francesca Guadagno  |
| Shinji           | James Higuchi        | Alessio Ward        |
| Enchantra        | Kathleen Barr        | Claudia Razzi       |
| Harvey           | Matthew Erickson     | Federico Campaiola  |
| Salem il gatto   | Ian James Corlett    | Enzo Avolio         |